# Chromatografia cieczowa

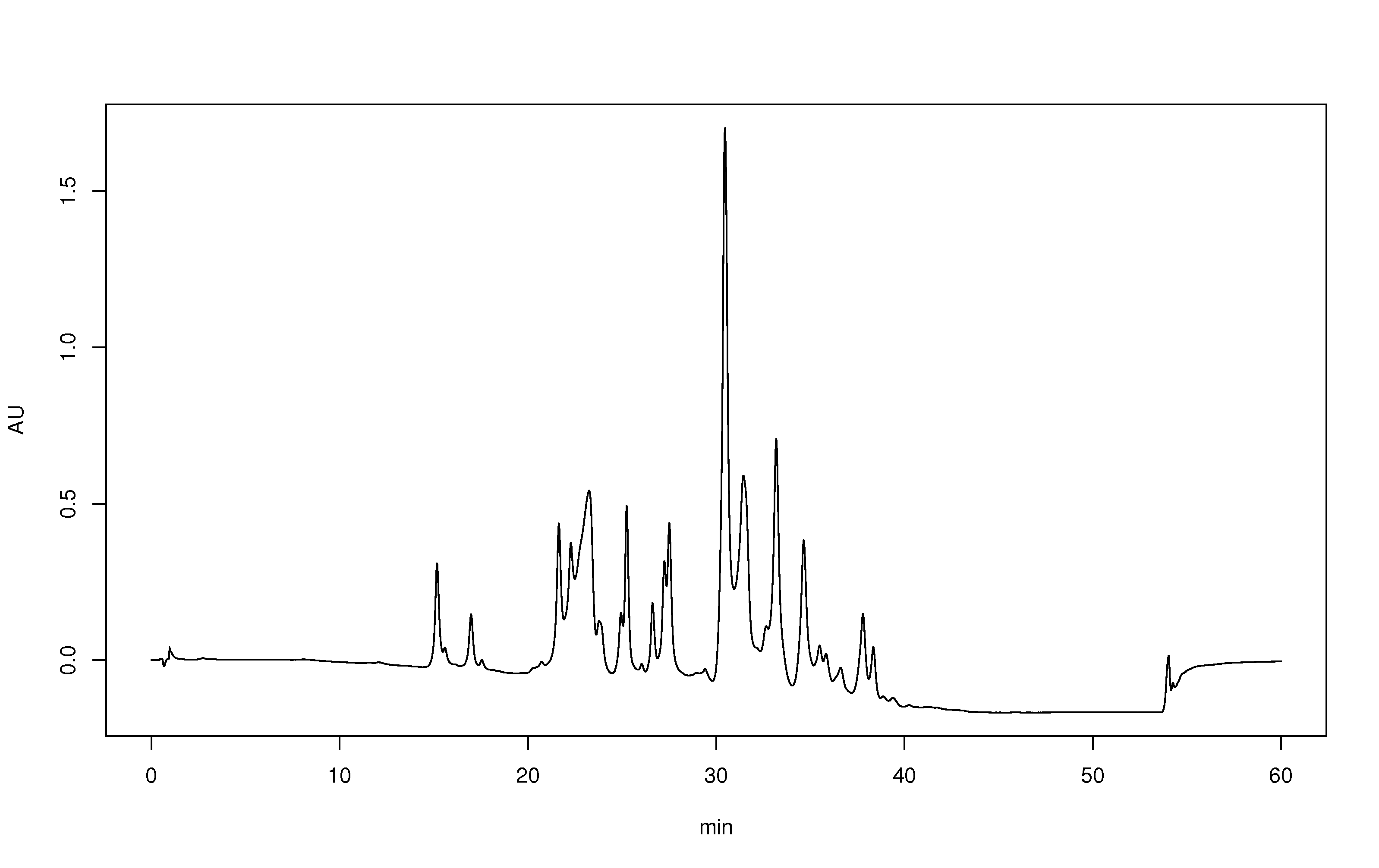
Przykład chromatogramu cieczowego złożonej mieszaniny (perfumy)

Chromatografia cieczowa, LC (ang. Liquid Chromatography) − stosowana w chemii metoda preparatywna, a także analityczna. W chromatografii tej eluentem jest ciecz (zwykle rozpuszczalnik). Istotą każdej chromatografii cieczowej jest rozdział analizowanej mieszaniny na poszczególne związki chemiczne poprzez przepuszczanie roztworu tej mieszaniny przez złoża stałe lub żelowe podobnie jak w procesie sączenia. Na skutek oddziaływań międzycząsteczkowych między związkami tworzącymi mieszaninę a złożem, jedne z nich przechodzą przez złoże szybciej, a inne wolniej.
Istnieje bardzo wiele rodzajów chromatografii cieczowej, które można podzielić na trzy ogólne rodzaje:
- chromatografia cienkowarstwowa – w której złoże (zwykle żel krzemionkowy) jest nałożone na płytkę szklaną lub plastikową w postaci cienkiej, sprasowanej formy. Rozdział następuje poprzez powolne wnikanie roztworu w złoże;
- chromatografia kolumnowa – w której złoże umieszcza się w kolumnie, po czym przepuszcza się przez nią roztwór analizowanej mieszaniny; jej szczególnym przypadkiem jest HPLC;
- elektroforeza – która w zasadzie jest formą chromatografii cienkowarstwowej, w której jednak najpierw nasącza się złoże mieszaniną, a rozdział następuje na skutek działania pola elektrycznego.